# Sven Hesselgren

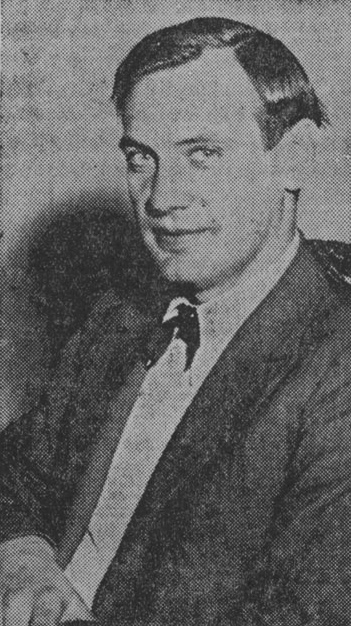
Sven Hesselgren

Sven Hesselgren, född den 2 mars 1907 i Luleå, död den 29 april 1993 i Ängelholm, var en svensk arkitekt och docent vid Tekniska Högskolan i Stockholm.

## Biografi
Hesselgren började efter studentexamen sin arkitektutbildning vid KTH 1928 och tog examen 1932. Efter arbete vid arkitektkontor i Stockholm under 1930-talet fick han efter andra världskrigets utbrott inom Statens krigsmaterielnämnd uppdrag att projektera militärrestauranger, men redan 1938 började han även bedriva egen verksamhet och snart i samarbete med Carl-Axel Acking.
Samarbetet med Acking ledde till många arkitekttävlingar både kring privatbostäder och offentliga byggnader. Parallellt med det praktiska arkitektarbete bedrev han även forskning med inriktning på fenomenologisk analys.
År 1952 gav Hesselgren ut en färgatlas där han presenterade en färgsystematik med anknytning till Tryggve Johanssons färgforskning, och som blev en av utgångspunkterna för färgsystemet NCS. Han har också författat flera arkitekturteoretiska arbeten, som hans doktorsavhandling, Arkitekturens uttrycksmedel (1954), och Miljöperception (1966).
Hesselgren var 1962 – 65 professor vid universitetet i Addis Abeba, med särskilt uppdrag att organisera Avdelningen för arkitektur vid universitetet. Under början av 1970-talet fick han också en rad internationella uppdrag som föreläsare i Europa och Latinamerika.
Parallellt med föreläsningarna var han ordförande i CIE (Commission International de l'Eclairage) Study Group A, Psychological Problems of Lighting. Gruppens syfte var att sammanföra tekniker, arkitekter och psykologer för utbyte av idéer och initiering av vidare forskning med perceptuella utgångspunkter. 
År 1975 tilldelades Hesselgren IVA:s Guldmedalj för utvecklingen av en färgatlas.

## Verk i urval

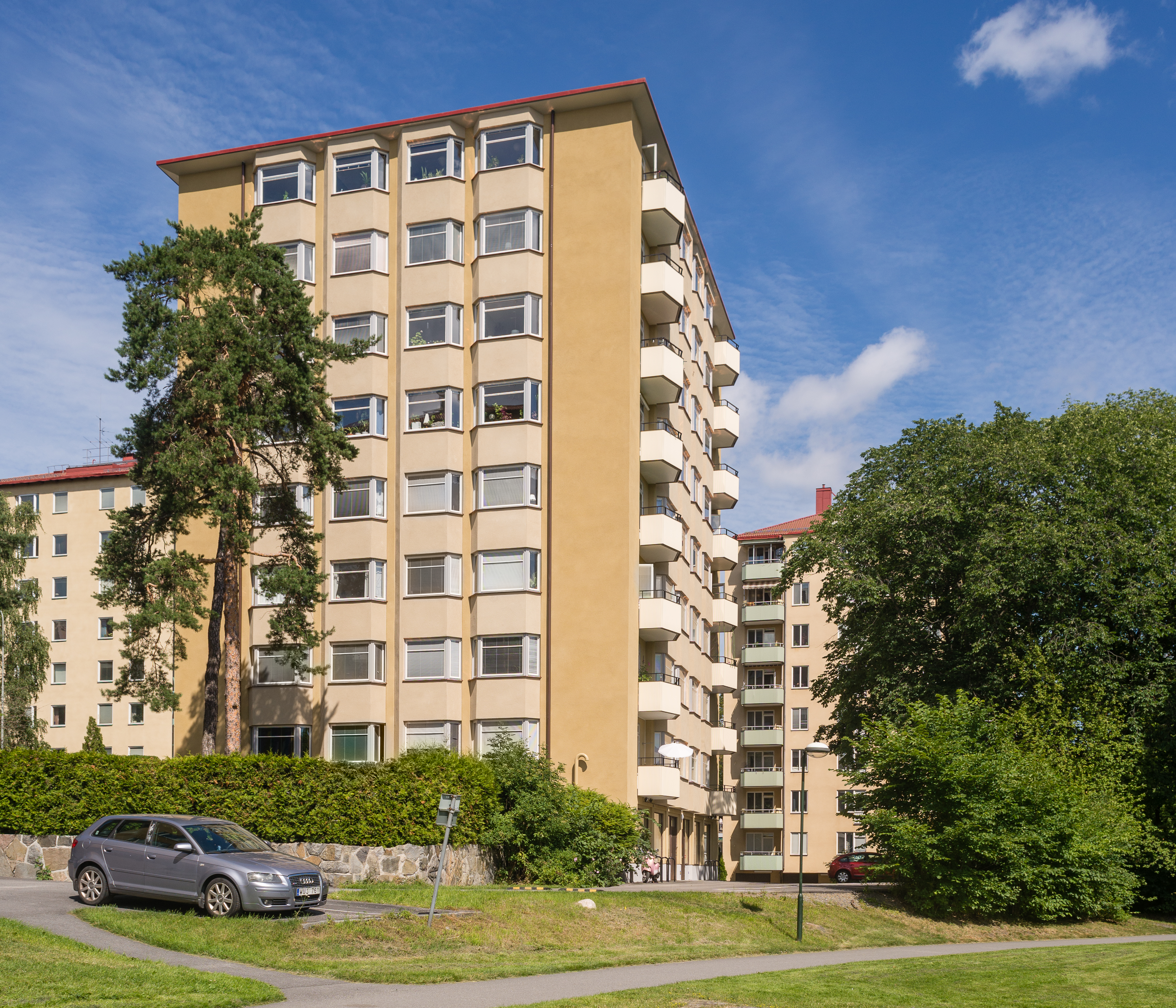
Punkthus i Årsta uppfört 1946 och ritat av Hesselgren och Acking.

- Egna villabostäder 1945-1975, andras, liknande, 1976-1979.
- Kyrkor i Enebyberg och Fruängen.
- Telestation i Askersund.
- Telestation i Ludvika (tillsammans med Acking).